# Tricyphona autumnalis
Tricyphona autumnalis är en tvåvingeart som beskrevs av Alexander 1917. Tricyphona autumnalis ingår i släktet Tricyphona och familjen hårögonharkrankar. Inga underarter finns listade i Catalogue of Life.